# Земплен, Дьёзё
Дьё́зё Зе́мплен (венг. Zemplén Győző; 17 октября 1879 — 29 июня 1916) — венгерский физик, работавший в области гидродинамики и кинетической теории газов. Известен, в первую очередь, по теореме Цемплена.

## Жизнь и творчество
Земплен вырос в Риеке (Фиуме) в Хорватии. В 1896 году он начал учёбу в Будапештском университете и в 19 лет выиграл награду за эссе о вязкости газов. Кроме того, к 1902 году он сделал ряд теоретических и экспериментальных исследований. В 1900 году он опубликовал статью об основных положениях кинетической теории газов в истории физики. В том же году Земплен окончил университет, оставшись при нём в качестве научного сотрудника. В 1902 году он стал помощником Лоранда Этвёша, который послал его для продолжения образования в 1904—05 гг. в Геттинген и Париж. В Геттингене Земплен разработал новые математические теории ударных волн, на которые обратил внимание Феликс Клейн, предложивший его статью для публикации в Энциклопедии математических наук. С помощью энтропийных соображений он внёс вклад в теорию ударных волн в статье Sur l’impossibilité des ondes de choc négatives dans les gaz (1905), показав, что ударные волны должны оказывать давление на волны, которые распространяются только в направлении областей низкого давления (теорема Цемплена, в иностранной литературе — закон Земплена). После возвращения из Парижа и защиты докторской диссертации в 1905 году он был преподавателем в Будапештском университете (1905) и в Техническом университете в Будапеште (1907). В 1912 году он стал профессором в Техническом университете на созданной специально для него кафедре теоретической физики. Он также принимал активное участие в подготовке учителей физики и в реформе преподавания физики в Венгрии. Земплен также написал учебник по электродинамике «Электроэнергия и её практическое применение» (1910) и перевёл книги Марии Кюри по радиоактивности, в 1905 году написал собственную книгу по этому вопросу.
В 1908 году он стал членом Венгерской академии наук, в 1911 г. получил присуждаемую академией Премию имени Рожаи. С 1898 он был членом Венгерского общества естественных наук. В 1914 году он стал секретарём основанного Этвешем общества для физико-математических наук и редактором его журнала. Именно в этих и ряде других обществ и комитетов он проявил активное участие, а также стал одним из основателей футбольного клуба университета.
Во время Первой мировой войны Земплен поступил добровольцем в миномётную батарею на сербском фронте. Заразившись брюшным тифом, он провёл некоторое время в больнице в Клагенфурте, затем снова вернулся на фронт перед наступлением на итальянцев в июне 1916 года. На одном из передовых постов он был ранен осколком и вскоре умер.